# Baltix
Baltix GNU/Linux — дистрибутив Linux на основе Ubuntu и Debian.  В качестве среды рабочего стола используется GNOME Shell с дополнительными расширениями и GNOME Flashback. Поддерживаются литовский, латышский, эстонский, русский, английский, норвежский и другие языки стран балтийского региона. Основным языком является литовский. Дистрибутив официально рекомендован Министерством образования Литвы для использования в школах.
Средой рабочего стола по умолчанию является GNOME и GNOME Flashback, дистрибутив распространяется как установочный Live CD.
На выставке Инфобалт 2005 версия 1.0 Baltix была признана лучшим литовским продуктом ИКТЭ (информационных и коммуникационных технологий и электроники) года в категории «Альтернатива». Система также была отмечена в конкурсе 2008 года, в категории программно-аппаратного обеспечения, в которой победитель выбран не был.

## Дополнительные возможности
Возможности, которых нет в Ubuntu:
- Обучающие программы для детей и взрослых, в том числе GCompris, Tux Paint, Celestia (астрономическая программа), и т. д.
- Интересные и весёлые игры, включая Pingus, Frozen-Bubble, Extreme Tux Racer
- Векторная графика, CAD и программы для рисования графиков, в том числе Inkscape, QCAD и Dia
- Быстрый оконный менеджер (сейчас GNOME Classic (Flashback) и LXDE)
- Возможность запускать многие программы, предназначенные для MS Windows
- Клипарты, CAD и шаблоны офисных документов
- Локализованные языковые программы
  - программа‐словарь OpenDict
  - различные орфографические словари, и т. п.

Baltix можно запустить без установки. Дистрибутив можно установить с помощью графического установщика Ubuntu 6.06 и более поздних версий.
Некоторые [какие?] версии Baltix имеют автоматический установщик — дистрибутив может быть установлен за 10 минут без вмешательства человека.